# Power Macintosh G3
Il Power Macintosh G3 è un computer desktop prodotto da Apple Inc. dal 1997 al 1999, commercializzato in diversi formati: desktop, midtower, all-in-one e full tower. Sostituisce il Power Macintosh 9600 e ed è stato sostituito dal Power Mac G4.
Si basa sul processore PowerPC G3 nella sua versione 750.

## Caratteristiche
Il maggiore incremento alle prestazioni del sistema è stato portato dall'introduzione di un'ampia cache di secondo livello che ha ridotto i tempi di attesa dei dati e ha sgravato il bus di sistema di una parte del carico, migliorandone quindi l'efficienza. La cache L2 e il processore PowerPC G3 prodotto da Motorola rendevano il Power Macintosh G3 notevolmente più veloce di un IBM compatibile a frequenze di funzionamento simile. Originariamente il Power Mac G3 era stato progettato come un modello intermedio tra i computer Performa e i Power Mac di fascia alta come l'8600 e il 9600. Durante lo sviluppo fu subito chiaro che i G3 erano in realtà più veloci anche del Power Mac 9600 e quindi l'Apple decise di farlo diventare un computer di fascia alta.

## Versioni

### Desktop
La versione desktop era simile come forma al Power Mac 7300. Dotata di un PowerPC G3 a frequenze di 233, 266, 300, o 333 MHz questa macchina utilizzava un bus a 66 MHz e delle memorie SDRAM, nei quali si poteva inserire fino a 768 MB di memoria, ed era uno dei primi Power Mac a utilizzare il controller IDE per gestire hard disk, lettori ottici o Zip. Queste macchine non erano dotate di circuiti audio integrati sulla scheda madre. Per la scheda audio veniva utilizzato uno slot apposito (uno speciale slot, sviluppando partendo da uno slot PCI) ove era montata una scheda audio (con chip Philips), che funzionava anche da scheda di acquisizione (per videocamere ad altro). Il lettore DVD (di base vi era un Apple Superdrive, che leggeva solamente i CD e non masterizzava) era disponibile come opzione e era anche disponibile il lettore Zip in opzione. Queste macchine disponevano di un connettore SCSI, un connettore ADB, 10bt ethernet, due porte seriali, e un connettore DB-15 una scheda grafica ATI (inizialmente la Rage II, in seguito la Rage Pro) con uno slot per espandere la VRAM. Tre slot PCI, uno slot "Perch" (così nominato sulle stampe della scheda madre) per la scheda audio/di cattura e modem 68k interno.

I primi G3 beige (principalmente le macchine a 233 MHz), dotati delle prime ROM e motherboard, non supportano la gestione avanzata dei controller IDE. Quindi sono limitati a un totale di massimo due unità gestibili dal controller, le revisioni successive invece supportano pienamente la gestione dell'IDE e quindi anche quattro periferiche, tuttavia sulle schede madri vi sono solamente due slot IDE e uno slot SCSI, ma esistevano schede PCI che aggiungevano slot interni IDE o SCSI.

### Minitower
La versione minitower era simile (sebbene più stretta) al Power Mac 8600.

### Blu e Bianco
La serie Power Mac G3 (Blu e Bianco), introdotta nel Macworld Conference & Expo di San Francisco del 1999, ha un case totalmente nuovo, simile agli altri sistemi case a torre per dimensioni e forma, ma oltre non aveva nulla a che spartire con i fratelli maggiori, il nuovo G3 montava innovativi materiali (vennero usati gli stessi policarbonati traslucidi dell'iMac), protuberanze pensili ai quattro angoli, un pannello frontale blu, e, in entrambi i lati stampato dietro la fascia bianca una scritta recante G3 in sans-serif.
Il primo modello Power Mac presentato dopo il rilascio dell'iMac, utilizza una nuova scheda madre installata nel portello e una nuova apertura a porta che consente un aggiornamento della macchina semplice e veloce, per aprire la macchina non servivano cacciaviti o altro, il case era dotato di una maniglia che permetteva di far ruotare il portello con la scheda madre e di accedere subito a tutti i componenti, inoltre era possibile continuare a lavorare con il computer anche quando il case era aperto (quel case è stato usato poi da tutti i modelli di Power Macintosh G4 eccetto per il Cube). Questo modello usava una nuova versione del PowerPC G3 sviluppata da IBM utilizzando la nuova tecnologia al rame che permetteva a i nuovi processori di assorbire un quarto della potenza assorbita dai processori prodotti da Motorola. Era disponibile a frequenze di 300, 350, 400, e 450 MHz, la scheda madre aveva 4 slot PCI, 3 slot a 64-bit 33 MHz, e uno a 32-bit 66 MHz dedicato alla scheda grafica, una ATI Rage 128. I quattro slot per la RAM accettavano moduli PC100 SDRAM, consentendo di installare al massimo 1 GB. Il controller IDE integrato venne aggiornato all'Ultra ATA/33, e lo standard SCSI venne rimpiazzato da due porte FireWire. La porta seriale è stata sostituita da due porte USB. La porta ADB era ancora presente, e vi era l'opzione per un modem interno. L'ethernet divenne la 100base-T e la logica dedicata dell'audio venne reinserita sulla scheda madre. Zip rimase come opzione e molte configurazioni comprendevano un lettore DVD e un modulo per la decodifica hardware dei video su DVD. Il Power Mac Blu e Bianco è stato il primo Macintosh con architettura "New World" basato su Open Firmware, è stato anche il primo Macintosh sprovvisto di SCSI. Inizialmente molti utenti preferirono comprare i PowerMac G3 della serie precedente per mantenere la compatibilità con le vecchie periferiche.

I primi G3 Blu e Bianchi avevano dei problemi con il controller IDE. Se venivano collegati due hard disk su lo stesso canale si avevano moltissimi errori di trasmissione delle informazioni e inoltre aveva problemi di compatibilità con molti hard disk. La revisione B risolse il problema di trasmissione, ha reso il controller più tollerante con i dischi fissi e ha apportato un aggiornamento alla scheda grafica.